# Kriva rijeka (Strigova)
Kriva rijeka je rijeka u Bosni i Hercegovini.
Kriva rijeka izvire u selu Marinima u općini Prijedoru. Zajedno s potokom Grabašnica formira rijeku Strigovu koja se kasnije ulijeva u Unu.